# Degar
Degar är ett minoritetsfolk som lever i de centrala högländerna i Vietnam. De kallades för Montagnards ('bergsfolk') av fransmännen. Det har historiskt funnits många motsättningar mellan degar och den vietnamesiska majoriteten. Under vietnamkriget stred många degar på den amerikanska sidan i de vietnamesiska högländerna.

## Källa
- Lockhart, Bruce M.; Duiker William J. (2006) (på engelska). Historical Dictionary of Vietnam [Elektronisk resurs]. Lanham: Scarecrow Press. Libris 22405250